# حزب العدالة والتنمية (المغرب)
حزب العدالة والتنمية هو حزب سياسي مغربي ذو توجهات إسلامية، أسسه المقاوم المغربي عبد الكريم الخطيب سنة 1967. فاز الحزب في الانتخابات البرلمانية المغربية 2011 والانتخابات البرلمانية المغربية 2016. هدفه هو المساهمة في بناء المغرب الديمقراطي الحديث في إطار ملكية دستورية.
تأسس الحزب عام 1967 في سياق التحولات السياسية والاجتماعية التي شهدها المغرب، حيث نشأ كامتداد لحركة التوحيد والإصلاح ذات الطابع الدعوي والتربوي. الحزب يحمل رؤية إصلاحية تسعى لتعزيز الشفافية ومحاربة الفساد وتحديث النظام السياسي ضمن إطار الملكية الدستورية. منذ البداية، تمكن الحزب من فرض وجوده في الساحة السياسية، معتمدًا على قاعدة شعبية واسعة في صفوف التيار المحافظ.
قاد الحزب مجموعة من الأمناء العامين الذين شكلوا ملامح مساره السياسي. تولى عبد الكريم الخطيب الأمانة العامة منذ التأسيس وحتى عام 2004، حيث لعب دورًا محوريًا في وضع اللبنات الأولى للحزب. بعد ذلك، جاء سعد الدين العثماني ليقود الحزب بين 2004 و2008، قبل أن يتولى عبد الإله ابن كيران القيادة من 2008 وحتى 2017، وهي فترة شهدت صعود الحزب إلى صدارة المشهد السياسي. بعد بنكيران، عاد سعد الدين العثماني ليقود الحزب مجددًا حتى عام 2021، ليتولى بنكيران الأمانة العامة مرة أخرى بعد النكسة الانتخابية التي تعرض لها الحزب في ذلك العام.
دخل الحزب البرلمان لأول مرة عام 1997 بحصوله على 9 مقاعد فقط، إلا أن هذا التمثيل المتواضع كان بداية لمسيرة صعود متواصل. في انتخابات 2011، حقق الحزب انتصارًا كبيرًا، متصدرًا المشهد بحصوله على أغلبية المقاعد البرلمانية، مما أهّله لتشكيل الحكومة برئاسة عبد الإله بنكيران. استمر الحزب في قيادة الحكومة بعد انتخابات 2016 تحت رئاسة سعد الدين العثماني. لكن في انتخابات 2021، عانى الحزب من تراجع كبير، إذ لم يحصل سوى على 13 مقعدًا، وهو ما مثّل انهيارًا لقاعدته الانتخابية التي كان يعتمد عليها.
طوال مسيرته، ركز الحزب على قضايا الإصلاح السياسي، وتعزيز الهوية الإسلامية للمغرب، وتحقيق التوازن بين التقاليد ومتطلبات الحداثة. كما ركز خلال فترتي حكمه على تحسين الخدمات العامة ومحاربة الفساد، لكنه واجه انتقادات لعدم الوفاء ببعض وعوده الانتخابية الكبرى. تبنّى الحزب المصباح رمزًا له، للدلالة على الشفافية والإصلاح، واختار اللونين الأبيض والأزرق للتعبير عن رؤيته.
رغم الانتكاسات الأخيرة، لا يزال الحزب فاعلًا في المشهد السياسي المغربي، معتمدًا على إرثه كحزب إصلاحي كان له دور محوري في قيادة الحكومة لعقد من الزمن، وتحقيق جزء من تطلعات الشارع المغربي.

## التأسيس
تأسس حزب العدالة والتنمية سنة 1967 وذلك بعد انشقاق داخل الحركة الشعبية قاده زعيم الحزب آنذاك ورئيس البرلمان المغربي الدكتور عبد الكريم الخطيب يوم امتنع عن موافقة ملك البلاد لإعلانه حالة الاستثناء وهو الأمر الذي لم يرق للقصر فقام بالتضييق على الخطيب وبالتالي حصول الانشقاق وبعدها سيعرف الحزب مسارا مسدودا بحيث مورست حوله مجموعة من العراقيل دفعته للانسحاب من الساحة السياسية.
يُعرِّف حزب العدالة والتنمية المغربي نفسه بأنه: «حزب سياسي وطني يسعى، انطلاقا من المرجعية الإسلامية وفي إطار الملكية الدستورية القائمة على إمارة المؤمنين، إلى الإسهام في بناء مغرب حديث وديمقراطي، ومزدهر ومتكافل. مغرب معتز بأصالته التاريخية ومسهم إيجابيا في مسيرة الحضارة الإنسانية».
يعد حزب العدالة والتنمية من الأحزاب الأكثر انفتاحا على الحداثة «الإيجابية»، ذو ديمقراطية داخلية فعلية، حظي في الاستحقاقات الأخيرة بالإجماع عليه من طرف الناخبين، انطلاقاً من رسالته لا من أسماء عائلات المرشحين، مستمدا بذلك توجهه من برنامج تفاعلي مع وفي خدمة الناخبين والشعب المغربي عموما. تحت قيادة الأمين العام عبد الإله بن كيران، يقود حزب العدالة والتنمية نموذجًا فريدًا من نوعه في شمال إفريقيا والوطن العربي يمثل الإســلام السياسي الذي يسعى لإصلاح المجتمع وتطوير البنى التحتية المجتمعية، الاقتصادية والثقافية بعيدًا عن النزاعات الإيديولوجية الفرعية.

## أيديولوجية الحزب
العدالة والتنمية هو حزب إسلامي ديمقراطي محافظ يدعم النظام الملكي المغربي. ينأى الحزب بنفسه عن العنف والإرهاب ويسعى إلى الدفاع عن الهوية الإسلامية للمغرب من خلال الوسائل التشريعية.
وفقًا لدراسة نُشرت من قبل مؤسسة كارنيغي للسلام الدولي، فإن حزب العدالة والتنمية وضع القضايا الاقتصادية والقانونية في صلب برنامجه، وهو ملتزم بالديمقراطية الداخلية.
يتضمن البرنامج المعلن للحزب:
- إصلاح التعليم وإعادة هيكلته.
- إقامة شراكات اقتصادية مع دول أخرى.
- تعزيز الديمقراطية وحقوق الإنسان.
- تشجيع الاستثمار.
- تعزيز الوحدة العربية والإسلامية.

للحزب ارتباط تاريخي بجماعة الإخوان المسلمون، ومع ذلك، لم يكن حزب العدالة والتنمية فرعًا رسميًا لها.

## المشاركة السياسية
في سنة 1992 وبعد أن تعذر على حركة الإصلاح والتجديد (الجماعة الإسلامية سابقا) تأسيس حزب التجديد الوطني اتصلت قيادة الحركة بالدكتور عبدالكريم الخطيب عارضة عليه إعادة إحياء الحزب ووافق الخطيب بشروط ثلاثة، هي: الإسلام والاعتراف بالملكية الدستورية ونبذ العنف.
وفي سنة 1996 عقد الحزب مؤتمرا استثنائيا لتمكين القيادات الإسلامية من العضوية في أمانته العامة، ومنذ ذلك الحين بدأ ينظر إلى الحزب باعتباره حزبا إسلاميا. وفي هذه الفترة كانت الحركة الإسلامية تدبر مشروعا اندماجيا بين فصيلين هما حركة الإصلاح والتجديد (كانت تصدر جريدة «الإصلاح» ثم «الراية») ورابطة المستقبل الإسلامي (كانت تصدر جريدة «الصحوة»)، وقد توجت هذه الجهود بالإعلان عن تنظيم جديد يضم الفصيلين هو: «حركة التوحيد والإصلاح» بقيادة الدكتور أحمد الريسوني.
شارك الحزب في الانتخابات التشريعية لسنة 1997 وحقق فوزا مقدرا بالنظر إلى محدودية الدوائر التي شارك بها (24 من أصل 325) حصل الحزب منها على 9 مقاعد أغلبها من الدار البيضاء العاصمة الاقتصادية، وقد كانت مناسبة إعادة بعض الدوائر فرصة لكسب 3 مقاعد إضافية، ثم إن التحاق عضوين من أعضاء المجلس بفريقه جعل عدد فريقه يصل إلى 14 مقعدا في مجلس النواب، وفي الوقت نفسه كان حاضرا في الغرفة الثانية مجلس المستشارين بمقعد واحد من خلال نقابة الاتحاد الوطني للشغل بالمغرب الموالية لحزب العدالة والتنمية.
خاض الحزب معارك عديدة أشهرها معركته ضد ما سمي آنذاك بالخطة الوطنية لإدماج المرأة في التنمية والتي تصدى لها بقوة وحزم، كانت أقوى لحظاتها مشاركته الواسعة في مسيرة المليونين بالدار البيضاء بتاريخ 12 مارس 2002، مما جعل الحكومة تسحب خطتها وتدخل الملك محمد السادس على إثرها وشكل لجنة وطنية من العلماء والقضاة والمفكرين أعدت مدونة الأسرة التي عرضت لأول مرة على البرلمان.
وقد كانت نتائج مشاركة الحزب في الانتخابات التشريعية 2002 أكثر من لافتة حيث حصل على 42 مقعد، وبعد أن أُقصي من المشاورات السياسية لتشكيل الحكومة، على الرغم من احتلاله المرتبة الثالثة بفارق قليل عن حزب الاتحاد الاشتراكي للقوات الشعبية وحزب الاستقلال وبالتالي أصبح المعارضة الأولى بالبلاد.
شكلت محطة الأحداث الإرهابية 16/05/2003 بالدار البيضاء منعطفا خطيرا في تاريخ حزب العدالة والتنمية، فقد وظفت سياسيا ضده، حيث جعله منافسوه في موطن اتهام واعتبروه يتحمل المسؤولية المعنوية لما وقع من حيث أن الذي نفذوا تلك العمليات ينتمون غلى التيارات السلفية المتشددة، وذلك على من رغم مسارعته إلى إصدار بيان إدانة في صباح اليوم الثاني أي يوم 2003/05/17، وتم منعه من المشاركة في المسيرة المنددة بالأحداث الإرهابية التي دعت إليها القوى المدنية، وتعالت بعض الأصوات السياسية وأعضاء من الحكومة (اليسارية منها على الخصوص)، أصبحت تعرف فيما بعد بالاستئصاليين، مطالبة بحله وتم وضع نقطة حل حزب العدالة والتنمية على أجندة لقاء المجلس الحكومي، ولكن الملك محمد السادس حال دون استمرار هذا الاحتقان السياسي، وقد كان للأحداث الإرهابية وقع قوي حيث أن الحزب قلص مشاركته أكثر بفعل ضغوط خارجية، وعلى الرغم من ذلك حقق نتائج معتبرة وتمكن من تسيير عدد من الجماعات المحلية...
في مؤتمره الأخير انتخب عبد الإله بنكيران أمينا عاما خلفاً للدكتور سعد الدين العثماني، هذا الأخير الذي انتخب أيضا خلفا للمرحوم الدكتور عبد الكريم الخطيب الذي أصبح في موقع الرئيس المؤسس.
في الانتخابات البرلمانية الأخيرة في المغرب 2011 حصل الحزب على المرتبة الأولى، وبالتالي أصبح من حقه تشكيل الحكومة، التي عينها الملك محمد السادس يوم 3 يناير 2012. ضمت هذه الحكومة 31 وزيرا، منهم 11 وزير من العدالة والتنمية بما فيهم رئيس الحكومة بالإضافة إلى بسيمة الحقاوي، المرأة الوحيدة بالحكومة. (انظر حكومة المغرب 2012).

## الأداء الإنتخابي

### التشريعية
| تاريخ الانتخابات    | عدد الأصوات         | نسبة الأصوات        | المركز              | عدد المقاعد         | النتيجة                                                                        |
| مجلس النواب المغربي | مجلس النواب المغربي | مجلس النواب المغربي | مجلس النواب المغربي | مجلس النواب المغربي | مجلس النواب المغربي                                                            |
| ------------------- | ------------------- | ------------------- | ------------------- | ------------------- | ------------------------------------------------------------------------------ |
| 1997                | 324 264             | 4.1%                | العاشر              | 9 / 325             | في المعارضة                                                                    |
| 2002                |                     | 12.92%              | الثالث              | 42 / 325            | في المعارضة                                                                    |
| 2007                | 396 503             | 10.9%               | الثاني              | 46 / 325            | في المعارضة                                                                    |
| 2011                | 914 080 1           | 27.08%              | الأول               | 107 / 395           | في الحكم: حكومة بنكيران الأولى (2012-2013) وحكومة بنكيران الثانية (2013-2017)  |
| 2016                | 963 618 1           | 31.65%              | الأول               | 125 / 395           | في الحكم: حكومة العثماني الأولى (2017-2019) وحكومة العثماني الثانية (منذ 2019) |

### الجهوية
| تاريخ الانتخابات | عدد الأصوات | نسبة الأصوات | المركز      | عدد المقاعد |
| جهات المغرب      | جهات المغرب | جهات المغرب  | جهات المغرب | جهات المغرب |
| ---------------- | ----------- | ------------ | ----------- | ----------- |
| 2015             |             | 25.66%       | الأول       | 174 / 678   |

### البلدية
| تاريخ الانتخابات | عدد الأصوات | نسبة الأصوات | المركز | عدد المقاعد    |
| ---------------- | ----------- | ------------ | ------ | -------------- |
| 2009             |             | 5.5%         | السادس | 1٬513 / 27٬795 |
| 2015             |             | 15.94%       | الثالث | 5٬021 / 31٬503 |

### استفتاءات الوطنية وموقف الحزب
| تاريخ الاستفتاء | نعم       | النسبة | لا      | النسبة | موقف الحزب   |
| --------------- | --------- | ------ | ------- | ------ | ------------ |
| 2011            | 356 909 9 | 97,58% | 067 154 | 1.52%  | التصويت بنعم |

## الفريق النيابي
حصل الحزب على:
- 9 مقاعد في الانتخابات البرلمانية المغربية 1997
- 42 مقعد في الانتخابات البرلمانية المغربية 2002
- 46 مقعد في الانتخابات البرلمانية المغربية 2007
- 107 مقعدا من أصل 395 في الانتخابات البرلمانية المغربية 2011

منها 83 مقعدا في الدوائر الانتخابية المحلية، و 24 مقعدا في الدائرة الانتخابية الوطنية منها 16 مقعدا للنساء و 8 مقاعد للشباب
- 125 مقعدا من أصل 395 في الانتخابات التشريعية المغربية 2016[13]
- 13 مقعداً في الانتخابات التشريعية المغربية 2021[14]

## العلاقات الخارجية
بتاريخ 16 يوليو أعلن حزب العدالة والتنمية تضامنه المطلق مع تركيا ضد محاولة الانقلاب ووقوفه مع الديموقراطية، كما أصدر رئيس الحكومة المغربية والأمين العام لحزب العدالة والتنمية المغربي عبد الإله بن كيران وثيقة تأييد وتهنئة أرسلها إلى الرئيس التركي رجب طيب أردوغان.

## اقرأ أيضا
- حزب العدالة والتنمية (تركيا)
- صحيفة التجديد
- محمد العربي بلقايد

## وصلات خارجية
- الموقع الرسمي لحزب العدالة والتنمية
- موقع حزب العدالة والتنمية بطنجة
- موقع حزب العدالة والتنمية بوادي زم
- حزب العدالة والتنمية المغربي-تحالفات وتحديات على يوتيوب، مصطفى الرميد رئيس الكتلة النيابية، برنامج مباشر مع، قناة الجزيرة مباشر، يوتيوب، 9 يوليوز 2009
- (بالفرنسية) Bassima hakkaoui, La seule femme du nouveau gouvernement marocain